# Lahnajärvi
Lahnajärvi (tdl. ‘el lago de besugo’) es una localidad finlandesa situada en el ciudad de Salo en la región de Finlandia Propia. Formaba parte del municipio de Suomusjärvi antes de que este fuera anexado a Salo en 2009. El pueblo debe su nombre al lago Lahnajärvi que se encuentra a su lado.

## Área de descanso
El pueblo es conocido por Lahnajärven taukopaikka, la primera parada de automovilismo de Finlandia, construida para los Juegos Olímpicos de Helsinki 1952, junto a la carretera regional 110 (antigua Autopista 1). La parada cerró en 2008, tras lo cual fue abierta y cerrada varias veces por nuevos emprendedores a lo largo de los años. El último propietario inauguró la parada, renovada, en el verano de 2020.